# Trudove (Trudove), Simferopol
Trudove (în ucraineană Трудове) este localitatea de reședință a comunei Trudove din raionul Simferopol, Republica Autonomă Crimeea, Ucraina.

## Demografie
Componența lingvistică a localității Trudove
     Rusă (66,97%)
     Tătară crimeeană (11,89%)
     Ucraineană (6,4%)
     Alte limbi (1,48%)
Conform recensământului din 2001, majoritatea populației localității Trudove era vorbitoare de rusă (66,97%), existând în minoritate și vorbitori de tătară crimeeană (11,89%) și ucraineană (6,4%).